# South Talpatti
South Talpatti, auch New Moore Island oder Purbasha, ist eine ehemalige, in der Zugehörigkeit zwischen Indien und Bangladesch umstrittene Insel im Golf von Bengalen. 
Das Eiland tauchte 1970 nach dem Zyklon Bhola vor den Sundarbans im Mündungsbereich des Flusses  Hariabhanga auf. Messungen amerikanischer Satelliten von 1974 zeigten eine Größe von etwa 2500 Quadratmetern. Spätere Messungen zeigten, dass die Größe durch weitere Schlammablagerungen auf etwa 10.000 Quadratmeter angewachsen war. Der höchste Punkt der Insel überragte nie zwei Meter. Die unbewohnte und nicht durch Dämme geschützte Insel wurde Jahre später nicht wiedergefunden. 2010 häuften sich Meldungen über eine nicht mehr vorhandene Existenz. Am 24. März 2010 wurde das Verschwinden der Insel durch den Ozeanografen Sugata Hazra, Professor an der Jadavpur University in Kalkutta, bestätigt.
Der globale Anstieg des Meeresspiegels betrug seit Entstehung der Insel nur rund 10 cm und kann damit das Verschwinden der Insel nicht allein erklären. Als Hauptursache sind damit in erster Linie Erosionsprozesse, insbesondere während tropischer Wirbelstürme anzunehmen. 